# قطعنامه ۶۸۰ شورای امنیت
قطعنامه ۶۸۰ شورای امنیت سازمان ملل متحد که در تاریخ ۱۴ دسامبر ۱۹۹۰ تصویب شد، سندی بین‌المللی دربارهٔ قبرس است. این قطعنامه طی نشست ۲۹۶۹ام با ۱۴ رای موافق، ۰ مخالف و ۱ ممتنع تصویب شد.